# Pontcysyllte Akvædukt
52°58′14″N 3°05′16″V / 52.97053°N 3.08783°V
Pontcysyllte Akvædukt (det fulde navn på walisisk er Traphont Ddŵr Pontcysyllte) er en kanalbro som bærer Llangollen Canal over River Dee-dalen i Wrexham County Borough i det nordøstlige Wales.
Akvædukten blev færdiggjort i 1805 og er den længste og højeste akvædukt i Storbritannien og et verdensarvsområde.